# FMさわやかスタジオ
『FMさわやかスタジオ』（エフエムさわやかスタジオ）は、ジャパンエフエムネットワーク制作のラジオ番組。

## 概要
JFN系列局ではこれまで早朝ワイド番組は老舗局以外では放送されてこなかったが、1984年、制作力の弱い局向けに制作されるいわゆる「Bライン」向けに制作され、自社の早朝番組を放送しない放送局に向けて放送された。平日版は細切れにコーナーが設置されるのが特徴で、ネット局が適宜ローカルニュースや天気、スポンサード番組へ差し替えをしながら放送できるようにしている。これはこの番組以降に制作されるジャパンエフエムネットワーク平日朝ワイドに共通するフォーマットの基礎である。

この中で7:00 - 7:30はエフエム東京製作全国ネットの「Aライン」の番組を挿入。1989年には8:00 - 8:20にも設置される。
平日版は1991年3月に終了。これをそのまま大型番組へ発展させ、6:00 - 8:55は『THIS MORNING』となり、平日版末期のDJである渡辺譲二はそのまま続投した。また9:00以降はこの後番組だった『はつらつトゥデイ』と統合され『L・Wellness〜素敵にトランタン〜』となった。
一方、平日版開始と同時期に『～土曜日です』とつけた土曜版が開始された。もともと土曜日はAラインの番組がこれより遅い時間に組まれることからフレキシブルなコーナー組み立てにしながら、途中で5分程度のローカル枠を設けたり、ネット局からの申告によってその局向けの飛び降りポイント（行使しない局ではそのまま曲をオンエアし続けるか、ブロックの切れ目となる）を設けた。また、1994年の改編で放送枠を1時間繰り上げて6時スタートとなった。土曜版は1997年9月まで放送され、形を維持したまま『MORNING CUBE〜SATURDAY NETWORK〜』へと模様替え。土曜版末期のDJである伊津野亮はそのまま続投し、その後も『RADIO JAPAN』『SATURDAY ON THE WAY』と続投し続け、17年半にわたって土曜朝の声として親しまれた。平日版と異なり、土曜版に関しては放送枠ごと維持され続けている。

## 放送時間
| 期間    | 期間    | 放送時間（JST）        | 放送時間（JST）        |
| 期間    | 期間    | 月曜日 - 金曜日        | 土曜日                 |
| ------- | ------- | ---------------------- | ---------------------- |
| 1984.04 | 1998.03 | 06:45 - 10:00（195分） | 07:00 - 09:55（175分） |
| 1988.04 | 1991.03 | 07:30 - 09:00（090分） | 07:00 - 09:55（175分） |
| 1991.04 | 1994.03 | （放送なし）           | 07:00 - 09:55（175分） |
| 1994.04 | 1997.09 | （放送なし）           | 06:00 - 08:55（175分） |

## パーソナリティ
月曜日 - 金曜日
- 生野文治
  - 1984年 - 1985年9月まで月 - 金担当、同年10月から1987年3月まで木・金担当
- 山下恵理子
  - 1984年 - 1987年9月まで月 - 金担当、同年10月から1988年3月まで月・水・金担当
- 木藤隆雄
  - 1985年10月 - 1987年3月まで月 - 水担当、同年10月から1988年3月まで月・火担当
- 渡辺譲二
  - 1987年4月 - 1988年3月まで水 - 金担当、同年10月から1991年3月まで月 - 金担当
- 秋岡このみ
  - 1987年10月 - 1988年3月まで火・木担当、同年4月から1990年3月まで月 - 金担当
- 久末絹代（1990年4月 - 1991年3月、月 - 金）

土曜日
- 藤本喜八（1984年 - 1992年3月）
- 入江公子（1984年 - 1992年3月）
- 伊津野亮（1992年4月 - 1997年9月）
- 斎藤京子（1992年4月 - 1997年9月）
1997年生まれのアイドルとは別人

## タイムテーブル
月 - 金（1987年）
- 6:45 - けさのフラッシュニュース（1）
- 7:00 - コニカさわやか列島 今日はこれから（エフエム東京発）
- 7:10 - トヨタ ジャスト・イン・ザ・モーニング（エフエム東京発）
- 7:30 - けさのフラッシュニュース（2）
- 7:45 - 各局別パート
- 8:00 - 日産 ジャーナルステーション（エフエム東京発）
- 8:20 - 各局別パート
- 9:30 - ミュージック・アイランド

## 主なコーナー
- イングリッシュ・ミニ・レッスン
- ブックインフォメーション
- 今日のトピックス
- CDドライビング・ミュージック
- 朝の歳時記
- 今朝の話題・今朝の人
- 暮らしの豆辞典
- ホーム・エンターテインメント
など

## 放送されていた局
| 放送対象地域   | 放送局名           | 放送時間 | 放送時間 | 開局         | 備考 |
| 放送対象地域   | 放送局名           | 平日 | 土曜 | 開局         | 備考 |
| -------------- | ------------------ | --- | --- | ------------ | ---- |
| 青森県         | エフエム青森       | 6:45 - 10:00（放送開始 - 1988年3月） 7:30 - 8:55（1988年4月 - 1990年3月） 7:30 - 7:42（1990年4月 - 1991年3月） | 7:00 - 8:55（1991年3月まで） 7:00 - 8:00（1991年4月 - 1992年3月、1993年4月 - 9月） 6:00 - 7:30（1995年4月 - 1997年9月）                                                                                              |              |      |
| 岩手県         | エフエム岩手       | 9:00 - 10:00（放送開始 - 1988年3月）                                                                           | 7:00 - 8:55（放送開始 - 1992年3月） 8:00 - 8:55（1992年4月 - 1993年3月） 7:00 - 9:40（1993年4月 - 1993年9月） 8:00 - 9:40（1993年10月 - 1994年3月） 6:00 - 8:55（1994年4月 - 1995年3月） 6:00 - 7:00（1995年4月 - ） |              |      |
| 秋田県         | エフエム秋田       | 6:45 - 7:00 / 8:20 - 10:00（放送開始 - 1988年3月） 8:20 - 8:55（1988年4月 - ）                                 | 7:00 - 8:55（放送開始 - 1992年3月） 8:00 - 8:55（1992年4月 - 1993年3月） 7:00 - 9:55（1993年4月 - 1993年9月） 7:00 - 8:55（1993年10月 - 1994年3月） 6:00 - 8:55（1994年4月 - 1997年9月）                             |              |      |
| 群馬県         | エフエム群馬       | 6:45 - 10:00（放送開始 - 1988年3月）                                                                           | 7:00 - 9:45（放送開始 - 1994年3月） 6:00 - 8:55（1994年4月 - 1996年3月） |              |      |
| 新潟県         | エフエムラジオ新潟 | 6:45 - 10:00（放送開始 - 1988年3月） 7:30 - 8:55（1988年4月 - ）                                               | 7:00 - 8:55（放送開始 - 1993年3月） 7:00 - 9:55（1993年4月 - 1994年3月） 6:00 - 8:55（1994年4月 - 1996年3月） |              |      |
| 富山県         | 富山エフエム放送   | - | 7:00 - 8:00（放送開始 - 1989年3月） 7:00 - 8:55（1992年4月 - 1994年3月） 6:00 - 8:55（1994年4月 - 1997年9月） |              |      |
| 福井県         | 福井エフエム放送   | 6:45 - 7:00 / 7:30 - 7:45（放送開始 - 1988年3月） 7:30 - 7:45（1988年4月 - ）                                  | 7:00 - 7:25（放送開始 - 1992年9月） 8:00 - 8:55（1992年10月 - 1993年3月） 8:00 - 9:55（1993年4月 - 1994年3月） 6:00 - 8:55（1994年4月 - 1997年9月）                                                                  |              |      |
| 三重県         | 三重エフエム放送   | 6:45 - 10:00（放送開始 - 1988年3月） 8:00 - 8:55（1988年4月 - ）                                               | 7:00 - 10:00（放送開始 - 1994年3月） 6:00 - 8:55（1994年4月 - 1997年9月） |              |      |
| 島根県・鳥取県 | エフエム山陰       | 6:45 - 9:00（放送開始 - 1988年3月）                                                                            | 7:00 - 8:55（放送開始 - 1994年3月） 6:00 - 8:55（1994年4月 - 1997年9月） |              |      |
| 山口県         | エフエム山口       | 6:45 - 9:55（放送開始 - 1988年3月） 8:20 - 8:55（1988年4月 - ）                                                | 7:00 - 8:55（放送開始 - 1989年9月） 7:00 - 8:20（1989年10月 - 1994年3月） 6:00 - 7:50（1994年4月 - 1997年9月） |              |      |
| 熊本県         | エフエム中九州     | 9:00 - 9:45（放送開始 - 1988年3月）                                                                            | 7:00 - 8:55（放送開始 - 1991年3月） 7:00 - 8:30（1991年4月 - 1993年3月） 7:00 - 9:55（1993年4月 - 1994年3月） 6:00 - 8:55（1994年4月 - ）                                                                            |              |      |
| 宮崎県         | エフエム宮崎       | 7:30 - 8:00 | 7:00 - 8:55（放送開始 - 1990年3月） 7:00 - 8:00（1990年4月 - 1993年3月） 7:00 - 8:55（1993年4月 - 1994年3月） 6:00 - 8:55（1994年4月 - ）                                                                            |              |      |
| 沖縄県         | エフエム沖縄       | - | 7:00 - 8:55（放送開始 - 1990年3月） 7:00 - 8:00（1990年4月 - 1993年3月） 7:00 - 8:55（1993年4月 - 1994年3月） 6:00 - 8:55（1994年4月 - ）                                                                            |              |      |
| 香川県         | エフエム香川       | 7:30 - 8:55 | 7:00 - 8:55（放送開始 - 1993年3月） 7:00 - 9:55（1993年4月 - 1994年3月） 7:00 - 8:55（1994年4月 - 1997年9月） | 1988年4月 -  |      |
| 長野県         | 長野エフエム放送   | 7:30 - 8:55（放送開始 - 1989年9月） 8:20 - 8:55（1989年10月 - ）                                               | 7:00 - 8:55（放送開始 - 1993年3月） 7:00 - 9:55（1993年4月 - 1994年3月） 6:00 - 8:55（1994年4月 - 1996年3月） | 1988年10月 - |      |
| 山形県         | エフエム山形       | 7:30 - 8:55 | 7:00 - 8:55（放送開始 - 1992年3月） 8:00 - 8:55（1992年4月 - 1993年3月） 7:00 - 8:55（1993年4月 - 1994年3月） 6:00 - 8:55（1994年4月 - 1997年9月）                                                                   | 1989年4月 -  |      |
| 石川県         | エフエム石川       | 7:30 - 8:55 | 7:00 - 8:55（1992年4月 - 1993年3月） 7:00 - 9:55（1993年4月 - 1994年3月） 6:00 - 8:55（1994年4月 - 1997年9月） | 1990年4月 -  |      |
| 大分県         | エフエム大分       | - | 7:00 - 8:00（放送開始 - 1994年3月） 6:00 - 8:55（1994年4月 - 1995年3月） 6:00 - 8:30（1995年4月 - 1997年9月） | 1991年10月 - |      |
| 高知県         | エフエム高知       | - | 7:00 - 8:55（放送開始 - 1993年3月） 7:00 - 9:55（1993年4月 - 1994年3月） 6:00 - 8:55（1994年4月 - ） | 1992年4月 -  |      |
| 徳島県         | エフエム徳島       | - | 7:00 - 8:55（放送開始 - 1994年3月） 6:00 - 8:25（1994年4月 - 1995年3月） 7:00 - 8:25（1995年4月 - 1997年9月） | 1992年4月 -  |      |
| 佐賀県         | エフエム佐賀       | - | 7:00 - 8:55（放送開始 - 1994年3月） 6:00 - 8:55（1994年4月 - ） | 1992年4月 -  |      |
| 鹿児島県       | エフエム鹿児島     | - | 7:00 - 8:55（放送開始 - 1994年3月） 6:00 - 8:55（1994年4月 - 1996年9月） 6:00 - 8:00（1996年10月 - 1997年9月） | 1992年10月 - |      |
| 栃木県         | エフエム栃木       | - | 6:00 - 8:55（1994年4月 - 1996年3月） | 1994年4月 -  |      |
| 福島県         | エフエム福島       | - | 6:00 - 8:55（1995年10月 - 1996年9月） | 1995年10月 - |      |